# ジェーツキー・ミール
ジェーツキー・ミール(ロシア語:Детский мир)とは1947 年にソビエトで設立された子供向け玩具のチェーン店であり、ロシアになった現在も営業しているソビエトとロシアで最大の玩具チェーン店である。ロシア語で子供の世界を意味している。

## 歴史
「ジェーツキー・ミール」という名前の最初の店舗は1947年9月8にモスクワのルビャンカ広場にオープンした中央デパート(ЦУМ)の支店だった。
1985年6月25日付のロシア連邦貿易省命令(Министерства торговли РСФСР)第176号により人口10万人以上の各都市において、2500平方メートル以上の子供向け商品を扱うデパートを「ジェーツキー・ミール」と呼ぶことになった。
1990年までにジェーツキー・ミールはモスクワに28の支店を持ち、モスクワ東部のカラチャロヴォに大規模な倉庫複合施設も所有していた。
ジェーツキー・ミールはソビエトで広く知られた子供用品や玩具の唯一のブランドだった。

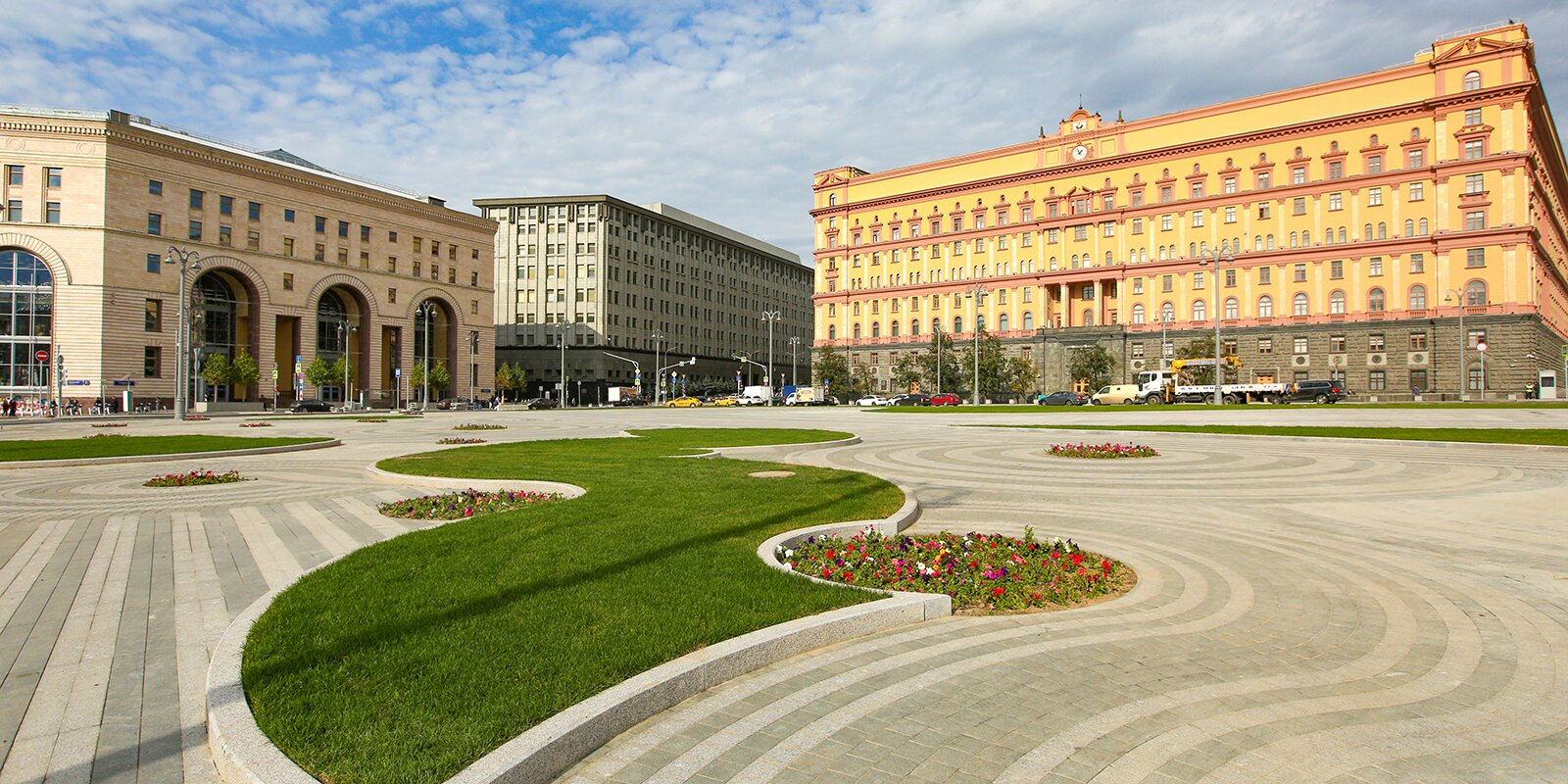
左側の建物がジェーツキー・ミールで右側の建物がルビャンカ。

## リファレンス
1. ↑  “История здания магазина «Детский мир» на Лубянке. Справка”. 2014年2月2日時点のオリジナルよりアーカイブ。2014年1月29日閲覧。